# Staatliche Universität Saratow
Die Nationale Staatliche Forschungsuniversität Nikolai Gawrilowitsch Tschernyschewski Saratow (oder kurz Staatliche Universität Saratow, russisch Саратовский национальный исследовательский государственный университет имени Н. Г. Чернышевского Saratowskij nazionalnyj issledowatelskij gossudarstwennyj uniwersitet imeni N. G. Tschernyschewskogo, englisch Saratov State University) ist eine Universität in Saratow, Russland.

## Geschichte

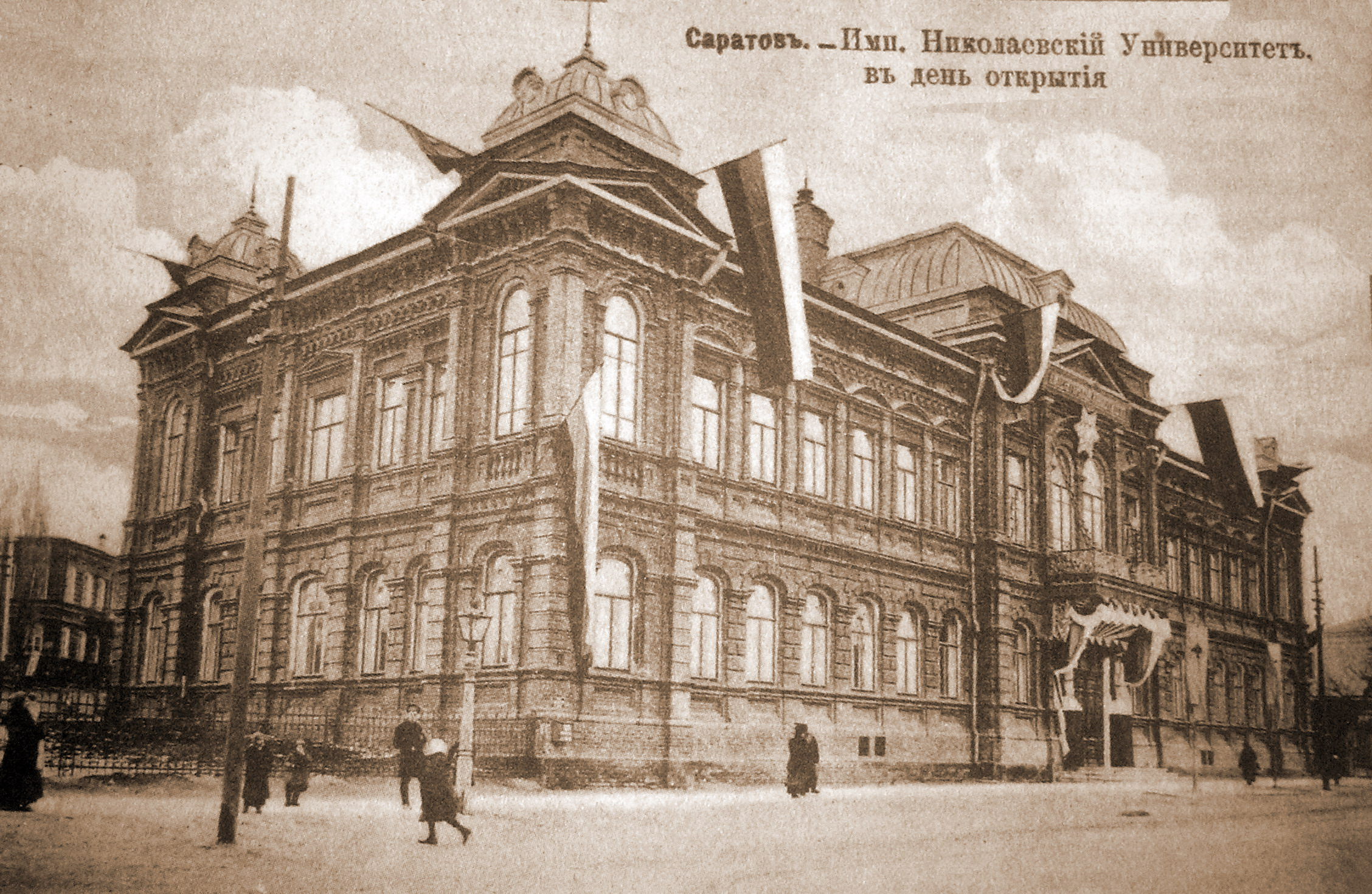
Die neu gegründete Universität im Jahr 1909

Am 6. Dezember 1909 wurde die Kaiserliche Universität Saratow gegründet und ist damit eine der ältesten Universitäten Russlands sowie die älteste und größte Universität der Stadt Saratow im südlichen Russland. 2010 erhielt sie den Titel Nationale Forschungsuniversität Russlands und wurde von „Staatliche Universität Saratow“ in „Nationale Staatliche Forschungsuniversität Saratow“ umbenannt. Mit ihrem Namenszusatz erinnert sie an den in Saratow geborenen Schriftsteller Nikolai Gawrilowitsch Tschernyschewski.

## Struktur der Universität

### Fakultäten
Die Universität umfasst neben der Kernuniversität auch zwei pädagogische Institute, zwei Technikums und mehrere Kollegs. Insgesamt verfügt die Universität über 29 Fakultäten und bietet Studiengänge in mehr als 100 Fachbereichen an. Zu den Kernbereich der Universität gehören die Fakultäten:
- Fakultät für Mechanik und Mathematik
- Fakultät für Biologie
- Fakultät für Chemie
- Fakultät für Physik
- Fakultät für Geographie
- Fakultät für Geologie
- Fakultät für Computerwissenschaften und Informationstechnologien
- Fakultät für Nano- und Biomedizinische Technologien
- Fakultät für Nichtlineare Prozesse
- Fakultät für Ökonomie
- Fakultät für Recht
- Fakultät für Psychologie
- Fakultät für Soziologie
- Fakultät für Philosophie

### PISGU (Pädagogisches Institut)
- Fakultät für Fremdsprachen
- Fakultät für russische Philologie
- Fakultät für Musik und Unterrichtsmethoden
- Fakultät für Korrektur-Unterrichtsmethode und Spezielle Psychologie
- Fakultät für Elementare Ausbildung
- Fakultät für Trainings- und Sportwissenschaften

### Balaschow-Universität (Pädagogisches Institut)
- Fakultät für Physik und Mathematik
- Fakultät für Philologie
- Fakultät für Psychologie und Soziologien
- Fakultät für Ökologie und Biologie
- Fakultät für Unterrichtsmethode
- Fakultät für Volkswirtschaft
- Fakultät für Fremdsprachen

### Lehrkörper
Die etwa 30.000 eingeschriebenen Studenten werden von etwa 2.400 Hochschullehrern betreut. Von den Hochschullehrern haben mehr als 250 ihre Habilitation und mehr als 1000 haben in ihren Fachbereichen promoviert.

## Auszeichnungen
Im April 2006 gewann ein Team der Staatlichen Universität Saratow das Finale des ACM International Collegiate Programming Contest in San Antonio, Texas.